# Sound system (collettivo musicale)
Un sound system è un collettivo di Dj che contribuiscono assieme per la produzione e riproduzione di un particolare tipo di musica. Prende il suo nome dai sound system, gli impianti musicali costruiti per diffondere musica per le strade.

## Origini
I primi sound system nascono nel 1950 a Kingston in Giamaica. I Dj caricavano i camion con un generatore, dei giradischi, ed enormi altoparlanti per istituire degli street party.
La scena dei sound system è generalmente considerata parte importante della storia culturale giamaicana e viene vista come responsabile dell'aumento dei moderni stili musicali giamaicani come ska, rocksteady, reggae e dub.
Quando i giamaicani emigrarono verso il Regno Unito, la cultura dei sound system divenne parte integrante della musica degli anni settanta.